# Drahomíra
Drahomíra (Princesa de Lutitz, esposa de Vratislav I que va viure el segle x)
Del seu matrimoni va tenir diversos fills, Venceslau I i Boleslau I entre ells. Vratislav I al morir el 925, confià la tutela dels seus fills a la seva mare Ludmila de Bohèmia (Santa Ludmila), i es diu que Drahomíra, per a apoderar-se del poder, feu assassinar la seva sogra.
Morta Ludmila, la reina vídua s'encarregà del govern, però Enric I d'Alemanya (anomenat l'Ocellaire), rei dels romans, envaí la Bohèmia, i Drahomíra hagué de cedir el lloc al seu fill Venceslau; després del tràgic fi d'aquest príncep, assassinat pel seu germà Boleslau (935), la reina fugí a Croàcia, on és tradició que mori esclafada per un carro.
S'ha forjat moltes llegendes envers aquesta princesa, entre d'altres la que, inclinada al paganisme, feia vers el cristianisme una guerra sense quarter. Avui dia s'ha demostrat que Drahomína era cristiana, si bé el seu caràcter i les seves costums deixaven molt a desitjar i és molt discutible que introduís a Boleslau a cometre el fratricidi.